# L.W.
L.W. è il diciassettesimo album in studio del gruppo musicale australiano King Gizzard & the Lizard Wizard, pubblicato nel 2021.

## Tracce
1. If Not Now, Then When? – 3:50 (Stu Mackenzie)
2. O.N.E. – 3:40 (Stu Mackenzie)
3. Pleura – 4:11 (Joey Walker, Stu Mackenzie)
4. Supreme Ascendancy – 3:40 (Ambrose Kenny-Smith, Stu Mackenzie)
5. Static Electricity – 5:50 (Ambrose Kenny-Smith, Stu Mackenzie)
6. East West Link – 3:09 (Stu Mackenzie)
7. Ataraxia – 5:18 (Joey Walker)
8. See Me – 4:04 (Stu Mackenzie)
9. K.G.L.W. – 8:28 (Stu Mackenzie)